# ゴジュラス
ゴジュラス (GOJULAS) は、トミー（現タカラトミー）より発売された『ゾイド』シリーズに登場する架空の兵器。ゾイドゴジュラスとも呼ばれる。本記事では各派生機についても記載。

## 概要
公式設定では恐竜型のゾイド。媒体によってはティラノサウルス型とする資料も存在する。
1984年にビガザウロ、ゾイドマンモスに次ぐ3番目の大型電動ゾイドとして登場。歩行だけでなく発光ギミックも備えており、当時のゾイドブームの火付け役となった。
1986年には強化バリエーション機であるゴジュラスMk-IIも登場し、後に、武装を簡略化したMk-II量産型も発売。1999年から始まった第2期シリーズでは第1弾ラインナップで再発売され、ゴジュラス・ジ・オーガ、ゴジュラスマリナーといったバリエーションも登場した。
ゾイドシリーズを代表する象徴、またシリーズの看板であった。特にアニメが始まりライガー系統が主役に据えられる以前の第1期のころは主役級の扱いで人気を集めていた最も有名なゾイドであり、当時のゾイド関連商品（菓子・文具など）では必ずラインナップに含まれていた。

### デザイン
ゴジュラスのデザインは、初期のゾイド開発チームでデザイナーを務めた藤野凡平。当初のデザインスケッチには、口腔部に火器を備えたものも存在した。
恐竜型と公称されるゴジュラスだが、トミーのスタッフインタビューによればその名称からも分かるようにゴジラシリーズのゴジラの影響も大きく、ラドンをイメージしたサラマンダー・モスラをイメージしたモルガと合わせて映画『三大怪獣 地球最大の決戦』をリスペクトしたとされる。
藤野とともにゾイドシリーズの立ち上げた1人である徳山光俊は、エンジニアである二階堂輝雄が「○○○をやるしかない！」と言い出したとインタビューで語ったが、その部分をインタビュアーが伏せ字にしたいと言うと「最強のティラノサウルスをやるんだ」と言い直し、「2本足の肉食恐竜」は真打ちのようなものであるとモチーフを選んだ理由を補足している。

## 設定解説
| ゴジュラス GOJULAS ZOIDS GOJULAS | ゴジュラス GOJULAS ZOIDS GOJULAS |
| -------------------------------- | --- |
| 番号                             | RBOZ-003（旧） RZ-001（新） |
| 所属                             | ヘリック共和国 |
| 分類                             | 恐竜型 ティラノサウルス型 |
| 実戦配備                         | ZAC2030年 |
| 全長                             | 26.0m |
| 全高                             | 21.0m |
| 全幅                             | 11.1m |
| 重量                             | 230.0t |
| 最高速度                         | 75km/h |
| 乗員人数                         | 1名 |
| 武装・装備（旧）                 | パノーバー20ミリ対空ビーム×4 マクサー30ミリビーム砲×4 76ミリ連射砲×4 オプチカルセンサー 放熱板 エネルギータンク / ロケットブースター                                                                             |
| 武装・装備（新）                 | ハイパーバイトファング クラッシャークロー×2 70mm2連装ヘビーマシンガン×2 パノーバー20mm地対空ビーム砲×2 マクサー30mm多用途マシンガン×2 TAZ20mmリニアレーザーガン ARZ20mmビームガン AMD30mm2連装ビーム砲           |
| 武装（HMM）                      | ハイパーキラーバイトファング クラッシャークロー×2 70mm2連装ヘビ-マシンガン×2 パノーバー20mm地対空ビーム砲×2 マクサー多用途マシンガン×2 TRZ20mmリニアレーザーガン ARZ20mmビームガン AMD30mmビーム砲（内蔵展開式） |
| 主な搭乗員                       | ターナー少佐 フォッカー ロブ・ハーマン ケンジ・トーマス少尉 |

第1期シリーズ～『ゾイドバトルストーリー』におけるゴジュラス
ヘリック共和国軍の恐竜型ゾイド。単独行動による局地戦を主目的としたゾイドとなる。後に無敵時代を築くゴジュラスだが、ロールアウト直後は様々な問題を抱えていた。気性の荒さから操縦が困難なことや、巨体ゆえに小回りが効かないため、小型機に機動性で劣勢を強いられていた。そのため周囲の兵士から「のろまなメカ」とも揶揄され、主にその強力な腕を生かし作業用メカとして運用されていた。しかし、ZAC2029年にグローバリーIII世号の不時着によって地球人の持つ高い科学技術力が伝来すると各部に改修がなされ、戦闘用の機体として改変される。地球人の科学者はゴジュラスが二足歩行ゆえに、その両腕が強力な格闘装備として機能すると判断。まず、全身の金属を見直し機体重量を40%軽減するとともに20%の強化がなされた。これにより、改修前よりも全身の動作が俊敏となり、敵の攻撃を回避する運動性を獲得している。次に対ゾイド用のレーザーガン、ビームガンといった火器の装備、そしてこれを支えるFCSの導入により、複数の敵機に対する攻撃能力も獲得した。また、同時代の地球技術が導入されたゾイド同様、操縦系統のコンピュータナイズとパワーアシスト、エネルギーブースト、スーパーチャージャーの搭載が施され、そのパワーも以前とは比べ物にならないほど増大。こうしてゴジュラスはヘリック共和国最強の戦闘機械獣として生まれ変わった。
中央大陸戦争緒戦では高い格闘能力によって戦果を挙げ、戦力比においてレッドホーンと1:3、サーベルタイガーと1:2の優位性を誇り、帝国がZAC2032年にアイアンコングを開発するまでは無敵のゾイドとして君臨した。帝国軍ゾイドの重武装化による危機感から、ZAC2033年に「国家緊急法（Xデー）」が発令された折にはゴジュラスの武装面の改修措置が施された。
中央大陸戦争期のZAC2047～2048年ごろには第一線を退く。その後、ZAC2099年の西方大陸戦争開戦時には惑星Zi大異変によってごく少数に減少するも、装甲に特殊チタニウムを用いて防御力と運動性能をさらに高めるとともに、出力アップによって火力を向上させたマイナーチェンジを施した機体が数十機配備され、現存するゾイドとして最強の地位に君臨した。同時代においても、そのパワーと格闘能力はオーガノイドシステムを用いた最新鋭ゾイドに匹敵する。しかしながら、機体そのものの旧式化および保有する機体の耐用年数に限界を来し、ネオゼネバス帝国との戦いにおいては後継機であるゴジュラスギガが開発されている。

### 武装・装備
（旧）は中央大陸戦争～第一次大陸間戦争時（第1期）、（新）は第二次大陸間戦争（第2期）の呼称となる。
ハイパーバイトファング（新）
ゴジュラスの牙部。巨大ゾイドの腕部を食い千切る威力を持つ。
クラッシャークロー（新）
ゴジュラスの両前脚の爪。前脚内部には大型シリンダーが内蔵されており、小型ゾイドならば一撃で破壊せしめる。
牙や前脚の他に、尾部も強力な打撃兵装として機能する。
パノーバー20ミリ対空ビーム（旧） / パノーバー20mm地対空ビーム砲（新）
尾部付け根に装備される。ビガザウロ、マンモス、ゴルドスと共通の装備。
シンカー並の装甲には効果がないものの、小型偵察機を迎撃する対空用の火器として機能する。
マクサー30ミリビーム砲（旧） / AMD30mm2連装ビーム砲（新）
尾部先端に装備される。飛行する敵機に対する迎撃用装備として機能する。モルガを吹き飛ばすほどの威力を有する。ビガザウロ、マンモス、ゴルドスと共通の装備。
加えて、尾部先端ブロックにはレーダーを内蔵する。
『HMM』版ゴジュラスではAMZ30mmビーム砲という単装砲となっており、尾部のコンテナブロックに格納可能としている。
マクサー50ミリ砲（旧） / マクサー30mm多用途マシンガン（新）
尾部先端両側面に装備される。ビガザウロ、マンモス、ゴルドスと共通の装備。
『HMM』版ゴジュラスでは折り畳み可能な構造となっている。
76ミリ連射砲（旧） / 70mm2連装ヘビーマシンガン（新）
腹部に装備される。対空火器としても機能する兵装。モルガを粉砕する威力を有する。
オプチカルセンサー（旧）
ゴジュラスの頭頂部にあるセンサー。
直下のコクピットは与圧式となっており、厳しい環境下での作戦行動を可能とする。
放熱板（旧）
ゴジュラスの背ビレ。
20ミリビームランチャー（旧） / TAZ20mmリニアレーザーガン（新）
右前脚に装備される。ビガザウロ、マンモス、ゴルドスと共通の装備。
20ミリビームランチャー（旧） / ARZ20mmビームガン（新）
左前脚に装備される。ビガザウロ、マンモス、ゴルドスと共通の装備。
エネルギータンク / ロケットブースター（旧）
バックパック部に備えられる。資料によって姿勢の調節、大ジャンプを可能とするロケットブースター、またはエネルギータンクとされる。
ゴジュラスはこの他にも脚部足裏にも補助ロケットを内蔵し、機体のスピードアップを行う。

### ゴジュラス野生体
ゴジュラスの開発ベースとなったゾイドは、中央大陸の神族が守護神として所有する神獣型ゾイドである。
この野生体はジェノザウラーやバーサークフューラーの開発ベースとなった前傾姿勢を有するT-REX型の純粋種とは異なり、直立姿勢を持つ変種に位置付けられる。背ビレが発達するとともに屈強な脊椎と脚部を有し、キングゴジュラスの開発ベースとしても使用されている。地上では既に絶滅した古代種であり、神族はこのゴジュラスの野生体を地底から捕獲し、幼体から成長させて飼い慣らしていた。
メカ生体に改造されたゴジュラスもまた気性が荒く、自らが選んだパイロットでなければ従わない。しかし、それを乗りこなし操るパイロットは共和国軍において英雄視される。

## キット

### トミー（現タカラトミー）版
ビガザウロのボディフレームを流用しつつ直立2足歩行を実現。ただし、尻尾に補助輪をつけている。また、ムギ球を用いた眼の発光ギミックを導入している。電動ギミックは首を左右に振り、頭蓋が動いて口を開閉し、手を上下に振りながら歩行する。しばらくすると眼は点滅し、一度電源を切らない限り点滅を続ける。因みに、発光機構と歩行機構はそれぞれ独立していて、別個に操作することも可能。動力はビガザウロと同様に単二電池2本だが、電飾に別途背部ロケットブースター内に単三電池を2本の計4本で、ゾイド中最多の電池使用数。尾先端と頭部後には金属製のバラストが入っており、それが無いと歩行も口の開閉も出来ない。手動ギミックはコクピットキャノピー、クローの開閉。
また、極初期のものは透明パーツにムギ球が赤く塗られたものを採用していたが、現在は各カラーの半透明パーツに無色のムギ球が使われている。
因みにゴジュラス同様に単二電池2本、単三電池2本使用ゾイドはウルトラザウルス（旧製品のみ）と、キングゴジュラスの3種となる。
RBOZ-003 ゴジュラス
1984年4月発売。縦置き型のパッケージデザインは、第一期シリーズの大型ゾイドとしては本製品とキングゴジュラスのみの特徴である。
限定版 ゴジュラス・マークII
1986年10月発売。ゴジュラスにキャノン砲やミサイルポッドなどのパーツを追加したキットで1986年にゾイド3周年記念として限定発売された。箱のサイズはウルトラザウルスなどの超大型機と同じ大きさとなっている。この時に追加されたパーツは後に大型ゾイド用の改造セットとして単品発売されている。第二期シリーズのLB（レジェンドブロックス）においてムラサメライガー、アイアンコング、レッドホーンと共にリニューアルもされている。
ゴジュラス・マークII量産型
1987年6月発売。このキットより金型が改修され、背部ロケットブースターに長射距離キャノン砲用のラックが新設された。以後のゴジュラス各型は基本的にキャノンラックを有する。眼の色が緑に発光するが、2005年3月に復刻販売された際は再現されておらず、赤色の発光となっている。箱の大きさは限定型と同様に超大型サイズである。
RZ-001 ゴジュラス
1999年8月28日に発売。成型色はメタリック仕様になっている。尻尾を取り付けるための軸棒の根本部分が大型化され破損しにくくなった。
ゴジュラス・ジ・オーガ
2000年7月発売。製品は旧ゴジュラスMk-II限定型に相当するが、旧版では灰色だった装備品の色が黒になっている。また、本体の大部分が落ち着いた色調の黄色に変更されるなど、Mk-II限定型と比べるとカラーリングは明るくなった。公式ジオラマでは背中の電池カバーはノーマル機と同じ物を使用しているが、限定型と同じカバーも付属している。箱のサイズは旧シリーズと異なり、ノーマル型から厚みを増した大きさとなっている。
ゴジュラスマリナー
2002年9月発売。カラーリングは紫がかったブルーでキャップの色がオレンジ。製品そのものは旧ゴジュラスMk-II量産型の色替え変更版。
ゾイドゴジュラス（密林戦タイプ）
2006年8月に「キャラホビ2006」にて限定販売。ホビージャパン誌に掲載されたに掲載された記事、「ZOIDS BATTLE ANGLE III HISTORY OF ZOIDS」とのコラボレートとなっている。キットは成形色を濃いグリーンに代えた仕様変更品となる。
ゴジュラス ホロテック
2006年10月発売。トイザらス限定商品。全身透明クリアパーツで成型されており、眼は白色に発光する。

### HMMシリーズ
RBOZ-001 ゴジュラス
HMMシリーズ第40弾。
キットは各関節部の可動ができるようになっており、現代考証の恐竜のような前傾姿勢を取ることも可能。尾部先端の左右に装備されたマクサー30mm多用途マシンガンは折りたたむことができ、同じく尾部先端の上に装備されたAMD30mmビーム砲は内蔵式になっており、ハッチを開くことによって展開する事ができる。尾部スタビライザーは回転可動する。
コトブキヤ直営店購入特典として「ゴジュラス 新共和国イメージカラー外装パーツ」（カラーリングは白と黒、キャノピーがオレンジ色）が配布された。
ゴジュラス・ジ・オーガ
HMMシリーズ第43弾。2016年12月製品化決定。エネルギーチューブ部はアイアンコングPK同様の連結構造ベルトにアレンジされている。本体のカラーリングはタカラトミー版をベースとしつつ、そちらでは黄色だった背びれと尾のカラーリングが変更されており、特に尾はMk-II限定型の物を意識したような色調である。また、バスターキャノンおよびショックカノンはカスタマイズパーツ「ゴジュラスキャノンセット」として単品別売された。2019年11月には成型色を変更したゴジュラスガナーがコトブキヤショップにて限定販売された。

## 劇中の活躍

### 『HISTORY OF ZOIDS』
X-Day後に改造された神風ジョーのゴジュラスが登場し、レッドホーンを撃破。

### 『戦闘機械獣のすべて』
「ゾイド星戦史外伝 アルダンヌの戦い」で登場。グローバリーIII世号に乗って地球からやってきた少年・神風ジョーが操縦し、帝国ゾイドを苦戦しながらも退けることに成功した。

### バトルストーリー
『ゾイドバトルストーリー』（小学館）
『ゾイドバトルストーリー』第1巻では、ZAC2030年におけるレッドホーンとの交戦では無敵の戦闘力を見せた。その後、ZAC2032年にはゼネバス帝国軍が対ゴジュラス用ゾイドであるアイアンコング開発し投入。共和国領防衛戦では約200台のゴジュラスが約150台のアイアンコングを迎え撃ち、大平原で激突した。先行してミサイル攻撃を行ったアイアンコングにより犠牲を出しながらもゴジュラス部隊は捨て身の進軍を続け、アイアンコングが格闘戦に備えて肩部ミサイルランチャーを腕に持ち替えた隙を突き、格闘戦に持ち込んだ。この交戦によってアイアンコングの撃退には成功したものの、ゴジュラスは140台、アイアンコングは100台の損失を出し、ゴジュラスの無敵時代は2年で終わった。そこで共和国軍はゴジュラスのパワーアップ計画としてゴジュラスMk-IIの開発に着手する。
ZAC2035には諜報部からの新型ゾイド開発の報せを受け、4機のサラマンダーに空輸された後帝国基地への単独での潜入任務を敢行。サーベルタイガーを発見し、そのデータ収集を行った。ZAC2037には帝国軍スパイコマンド・「エコー」に奪取されたウルトラザウルスを奪還すべく2機がかりで動きを封じ込め、カノントータスの砲撃を支援。
『ゾイドバトルストーリー2』ではZAC2044年ではトビー・ダンカン少尉操縦のデスザウラーに配備基地が強襲を受け、ゴジュラス複数機が部隊ごと壊滅している
『ゾイドバトルストーリー4』ではZAC2047年7月～12月にかけてはフロレシオ海の孤島に複数機が配備され、かまどとツバメ作戦に参加。デスザウラーを迎え撃った。
ZAC2048年9月にはマッドサンダー完成前に帝国軍の目を逸らすためにスクラップになった機体が大量にカムフラージュされて偽装研究所に運ばれ、帝国軍を惹き付けて欺く任務に用いられた。
『ゾイド公式ファンブック』（小学館）
『ゾイド公式ファンブック』1巻では、ZAC2099年8月の戦争緒戦の北エウロペ大陸での戦いでロブ・ハーマン搭乗機がガイロス帝国軍ゾイドに包囲されながらも奮戦。
『ゾイド公式ファンブック2』では、ZAC2100年3月に行われたエルガイル海岸防衛戦においてジェノザウラーと対峙した機体がレブラプターの大群による攻撃を受け撃破されている。
『ゾイド公式ファンブック4』では、ZAC2101年10月の暗黒大陸セスリルニム市の戦いに2機のゴジュラスが投入される。しかし、復活したデスザウラーと交戦し返り討ちに遭っている。

### アニメ
『ゾイド -ZOIDS-』では第1話において石化した化石として登場する。それ以外の機体はすべてゴジュラスガナーまたはゴジュラス・ジ・オーガ相当の装備構成の機体となる。本編では「ZG（ズィー・ジー）」という略語でも呼ばれる。

### 実写
東宝が制作した玩具宣伝用CMではアイアンコングやサラマンダーたちと共演。制作者は『さよならジュピター』や「ゴジラシリーズ」で特撮助手を務め、「ミレニアムゴジラシリーズ（『ゴジラ2000 ミレニアム』〜『ゴジラ FINAL WARS』）』で特技監督の1人となった浅田英一。
なお、トミーはウルトラザウルスとサーベルタイガーが登場する時には、特撮製作は東映に任せるようになった。
1985年ごろに制作された『ZOIDSWORLD』という特撮映像作品で、サラマンダー、ゴルドス、レッドホーンなどと出演。レッドホーンを撃退する活躍を見せた。
映画『ゴジラ』の海外版『ゴジラ1985』ではオープニング後の新撮影シーンで子供がゴジュラスをいくつかの玩具とともに遊んでいる場面がある。
映画『ジュブナイル』では他の同年代『コロコロコミック』掲載キャラクターとともに、RZ版キットが主人公の部屋に飾られる形で登場している。
1992年リリースのFRONT242のビデオ作品『Integration Eight X Ten』に蛍光オレンジや蛍光グリーンなどに塗装されたゴジュラスが登場するアイキャッチ的映像が収められている。画面左端から中央に向かって歩いて行く途中、上からハンマーで叩き壊される。

### ゲーム
- ファミコン『ゾイド 中央大陸の戦い』（1987年）では、「ごじゅらす（＝ゴジュラス）」が主人公。ゲーム中でMk-IIにパワーアップする。翌年の『ゾイド2 ゼネバスの逆襲』『ゾイド黙示録』にも登場。
- ゲームボーイ『ゾイド伝説』で自機の一つ（他にはマッドサンダー、シールライガー、アイアンコング、デスザウラー、グレートサーベル）として登場。
- プレイステーション用ソフト『ZOIDS 帝国VS共和国 メカ生体の遺伝子』（2000年）に登場。『ヘリック共和国VSガイロス帝国』（2002年）では、ジ・オーガ時にはゲーム中のゾイドの中でも最強クラス。このシリーズでは、ゴジュラスギガと同じ前傾姿勢をとって疾走する（ギガは登場しない）。
- 『ZOIDS 〜白銀の獣機神ライガーゼロ〜』（2001年）では、ゴジュラス3という変種も登場。
- 『ゾイドインフィニティ』（2004年）では、ゲーム中のアイテム取得でゴジュラス・ジ・オーガとゴジュラスギガを取得できる。
- 『ZOIDS STRUGGLE』（2004年）『ゾイドフルメタルクラッシュ』（2005年）では登場しないものの、ゴジュラスギガをカスタマイズすることでガナー仕様を再現可能となっている。
- 「ZOIDS SAGA シリーズ」、「ZOIDS VS.シリーズ」では、ノーマル機を含めた多数のバリエーションが登場。

## バリエーション

### ゴジュラスMkII限定型
| ゴジュラスMkII限定型 GOJULAS Mk-II | ゴジュラスMkII限定型 GOJULAS Mk-II                                                       |
| ---------------------------------- | ---------------------------------------------------------------------------------------- |
| 番号                               | RBOZ-003R                                                                                |
| 所属                               | ヘリック共和国                                                                           |
| 分類                               | 恐竜型                                                                                   |
| 全長                               | 34.6m                                                                                    |
| 全高                               | 21.0m                                                                                    |
| 全幅                               | 14.0m                                                                                    |
| 重量                               | 287.0t                                                                                   |
| 最高速度                           | 70km/h                                                                                   |
| 乗員人数                           | 1名                                                                                      |
| 主な搭乗者                         | ロイ・ジー・トーマス                                                                     |
| 武装                               | 4連速射砲 長射距離キャノン砲×2 20mm対空ビーム砲×2 30mmビーム砲×2 50mm砲 ミサイルポッド×2 |

火力を増強したゴジュラスの強化型機種。集団戦闘の増加に伴い、従来型のゴジュラスの火器では射程・敵装甲への貫通性能に限界が生まれ、大口径火砲の必要に迫られていたことと、ミサイル攻撃能力を持つアイアンコングへの対抗を視野に入れて開発された。九つの研究所で試作されたバリエーションのうち、オギータ研究所で作られた「長距離砲タイプ」を制式採用したものである。ノーマル機に対しての性能向上により、戦力比にしてノーマルアイアンコングに対し3:1、レッドホーンに対し10:1の優位性を獲得した。ロイ・ジー・トーマスの搭乗した機体のほか、エースパイロットを中心とした「Mk-2強襲部隊」、バリエーションが第1、第3軍団などに配備された。中央大陸戦争中のZAC2047～2048年ごろには第一線を退いた。
武装・装備
4連速射砲
左前脚部に装備する。
長射距離キャノン砲
背部に二基装備する。38cmの口径を有する実弾砲。長射程を誇るとともに、ミサイルと比較して連射が効く砲である。ゴジュラスMk-IIはこの装備によってアイアンコングに先制攻撃を行う戦法を得意とする。
また、射界が広く、機体の後方に向けて発砲することも可能としている。
20mm対空ビーム砲
パノーバー20ミリ対空ビームと同様の装備。
30mmビーム砲
マクサー30ミリビーム砲と同様の装備。
50mm砲
マクサー50ミリ砲と同様の装備。
ミサイルポッド
76mm連射砲に代わって腹部に装備された。
エネルギータンク
背部に装備。取り付けには一部背鰭をはずす必要がある。
スタビライザー
尾部に装備される。ボディを支えるための補助足。
呼称
「ゴジュラスMkII限定型」という記述は『ゾイド公式ファンブック』を初出とする。キット商品では「ゴジュラス・マークII」と記載、後に小学館刊『ゾイドバトルストーリー』3巻の戦力比較表では「ゴジュラスMk-II（限定型）」という表記が用いられている。
作中の活躍
ZAC2037年の大氷原の戦いでは、ロイ・ジー・トーマス中尉搭乗機体が、紙一重でコマンド“エコー”中佐操縦のアイアンコングMk-II限定型相手に勝利を収めた。
ZAC2039年にはゼネバス帝国首都攻防戦に参戦。ブロンズコングを撃破した。
第3軍団機
『ゴジュラス・マークII』商品パッケージに掲載。第3軍に配備された機体で、装備や塗装は部隊によって差異がある。
第1軍団（第2特殊部隊機）
『ゴジュラス・マークII』商品パッケージに掲載。同部隊に初めて導入された大型機で、迷彩色が施されている。

### ゴジュラスMkII量産型
| ゴジュラスMk-II量産型 GOJULAS Mk-II | ゴジュラスMk-II量産型 GOJULAS Mk-II                                     |
| ----------------------------------- | ----------------------------------------------------------------------- |
| 番号                                | RBOZ-003P                                                               |
| 所属                                | ヘリック共和国                                                          |
| 分類                                | 恐竜型                                                                  |
| 全長                                | 34.6m                                                                   |
| 全高                                | 21.0m                                                                   |
| 全幅                                | 11.1m                                                                   |
| 重量                                | 265.0t                                                                  |
| 最高速度                            | 70km/h                                                                  |
| 乗員人数                            | 1名                                                                     |
| 主な搭乗者                          | バイス大佐 クルーガー少佐（以上RCZ）                                    |
| ZEP                                 | 攻撃力：42 防御力：33 総合力：75                                        |
| 武装                                | 4連速射砲 長射距離キャノン砲×2 20mm対空ビーム砲×2 30mmビーム砲×2 50mm砲 |

ゴジュラスMk-II限定型の武装を簡略化し、軽量化した仕様。白いカラーリングと緑色に光る目が特徴で、戦力比にして対サーベルタイガーにおいて3:1、対アイアンコングにおいて2:1、対レッドホーンで8:1の優位性を獲得している。第一次大陸間戦争期には限定型が既に第一線を退いており、この仕様の運用が継続された。
第7軍団機仕様
ゴジュラス・マークII量産型の商品パッケージに掲載されたバリエーション。共和国軍第7軍に配備された機体。塗装と装備は機体ごとに異なる。なお、パッケージでの掲載機はダークアース、グリーン、ライトブラウンの三色迷彩仕様。
第4軍団（第8森林戦専用機）仕様
ゴジュラス・マークII量産型の商品パッケージに掲載されたバリエーション。帝国による中央大陸山岳地帯への攻撃が激しくなったところから作られたバリエーション。迷彩塗装が施されている。
作中の活躍
ZAC2048年1月には基地に配備されていた機体がデスバードの空襲を受けている。
ガイロス帝国との戦いである第一次大陸間戦争でも、暗黒大陸に上陸し、ZAC2056年の逆襲の河における戦いでは2機がキングゴジュラスに随行。惑星Zi大異変による終戦まで戦い抜いた。
呼称
「ゴジュラスMkII量産型」という記述は『ゾイド公式ファンブック』を初出とする。キット商品では「ゴジュラス・マークII量産型」と記載、後に小学館刊『ゾイドバトルストーリー』3巻の戦力比較表では「ゴジュラスMk-II（量産型）」という表記が用いられている。

### ゴジュラスガナー
| ゴジュラスガナー | ゴジュラスガナー |
| ---------------- | --- |
| 所属             | ヘリック共和国 |
| 分類             | 恐竜型 |
| 配備数           | 70機(ZAC2100年秋時点) |
| 全長             | 34.6m |
| 全高             | 21m |
| 重量             | 260.0t 265t |
| 最高速度         | 60km/h 70km/h |
| 乗員人数         | 1名 |
| 武装             | ハイパーバイトファング クラッシャークロー×2 70mm2連装ヘビ-マシンガン×2 パノーバー20mm地対空ビーム砲×2 マクサー30mm多用途マシンガン×2 TAZ20mmリニアレーザーガン ARZ20mm2連装ビームガン AMD2連装ビーム砲 ロングレンジバスターキャノン×2 AZ4連装ショックカノン |

RZ-001ゴジュラスにCP-10ゴジュラスキャノンセットを装備。ゴジュラス・ジ・オーガの装備を簡略化した機体。ノーマルゴジュラスでは砲撃戦においてアイアンコングや新型ゾイドに苦戦することから採用された装備仕様であり、これによってゴジュラスは元来の無敵の格闘能力だけではなく、砲撃戦においても部類の戦闘力を有する適したゾイドとなった。
「ゴジュラスガナー」という呼称は「CP-10 ゴジュラスキャノンセット」のパッケージによる。一方で、ゴジュラスキャノンと呼称する記述も存在する。ゲーム『ZOIDS2 ヘリック共和国VSガイロス帝国』登場時の呼称はゴジュラスMk2。
作中の活躍
アニメ『ゾイド -ZOIDS-』においてロブ・ハーマンやフォードなどが搭乗。第15話にて劇中初登場。本来のスペックの50%という不完全な状態ながら、ガイロス帝国軍のカール・リヒテン・シュバルツが率いる混成部隊を単機で撃退するも、システムダウンを起こしてしまう。
第18話においてはシールドライガーとともにニューヘリックシティ沿岸に複数機が配備された。第34話ではハーマンの搭乗機がゴジュラスASとともにデスザウラーに立ち向かうが、頭部を破壊されている。第50話ではレイヴンのジェノブレイカーに部隊規模で一掃されている。
アニメ『ゾイド新世紀スラッシュゼロ』においては第7話で軍警察の機体が登場。第25話ではチーム・ブリッツと交戦した機体が撃破されている。
アニメ版では基本的にこの装備で登場したが、4連ショックカノンを装備している時と、そうでない場合がある。

### ゴジュラス・ジ・オーガ
| ゴジュラス・ジ・オーガ GOJULAS THE OGRE | ゴジュラス・ジ・オーガ GOJULAS THE OGRE |
| --------------------------------------- | --- |
| 番号                                    | RZ-001OG RZ-001TO |
| 配備数                                  | 1機(ZAC2100年秋時点) |
| 所属                                    | ヘリック共和国 |
| 分類                                    | 恐竜型 |
| 全長                                    | 34.6m |
| 全高                                    | 21.0m |
| 重量                                    | 287.0t |
| 最高速度                                | 125km/h |
| 乗員人数                                | 1名 |
| 搭乗者                                  | アーバイン（バトルストーリー） |
| 武装・装備                              | ハイパーバイトファング クラッシャークロー×2 ロングレンジバスターキャノン×2 8連装ミサイルポッド×2 パノーバ20mm地対空ビーム砲×2 マクサー30mm多用途マシンガン×2 バックパック エネルギータンク スタビライザー AZ4連装ショックカノン TRZ20mmリニアレーザーガン ARZ20mmビームガン AMD30mm2連装ビーム砲 |

『ゾイドバトルストーリー』におけるゴジュラス・ジ・オーガ
ブレードライガーの成功を受け、オーガノイドシステムを組み込んだ機体。「獣鬼」の異名を取る。西方大陸戦争時、ゾイドの保有台数においてガイロス帝国軍に劣る共和国軍が、その差を性能でカバーするコンセプトから作られた。ジェノザウラーの登場後、旧式化しつつあったゴジュラスの後継機機候補でもある。高速ゾイドを捕らえるほどの俊敏性、アイアンコングPKを瞬時に引き裂くパワーと多少の傷なら瞬時に再生する自己修復能力を持ち、戦力比ではデススティンガーとも互角とされる。重装備とあいまって計算上は通常ゴジュラスの5〜10倍の戦闘力を誇るものの、起動実験の際にいかなるパイロットも受け付けない凶暴さを露呈したため、自動操縦仕様に改修された（ゴジュラスの後継機は新規に別の機体が製作されることとなる）。
自動操縦機への改装後、この機体は支援砲撃機として西方大陸へと派遣され、ロブ基地に配備された。その後、自身を守るために愛機（コマンドウルフ）を失った傭兵アーバインのみがオーガに認められて搭乗、第二次全面開戦以降はデストロイヤー兵団にウルトラザウルスの護衛役で編入される。
ネオゼネバスの中央大陸制圧以降はパイロットとの精神リンクのみで動く特性からダークスパイナーのジャミングウェーブの効力の適用外となり、ゴジュラスギガ基地防衛戦ではこれを利用して幾つかのダークスパイナーを撃破した。
アニメ『ゾイド-ZOIDS-』におけるゴジュラス・ジ・オーガ
同作においては、ゴジュラス・ジ・オーガと呼称されるゾイドは第34話におけるブラックカラーの機体と、第63話に登場したノーマルカラーの機体の二つが登場する。詳細は#ゴジュラスAS、#ゴジュラスRoSを参照。
武装・装備
ロングレンジバスターキャノン
背部に装備される。ゴジュラスMk-IIの長射距離キャノン砲と同形の装備。
長射程かつ連射可能な砲で、遠方からでも直撃すればアイアンコングの装甲をブリキのように貫通する威力を誇る。
8連装ミサイルポッド
本体腹部に装備される。中距離用の兵装。
AZ4連装ショックカノン
左前脚に装備される。ゴジュラスの4連速射砲と同形の装備であるが、本装備はショックカノンとして位置付けられている。
近距離用の装備であり、重装甲を備えるため盾としても使用可能。
スタビライザー
尾部に装備される。
エネルギータンク
背部に装備される。ゴジュラス・ジ・オーガのパワーを支える。
作中の活躍
バトルストーリー
ZAC2100年6月のユビト港～デルタロス海での戦いではタートルシップ艦上から他のゾイドと共にシンカ―編隊を撃破した。ジ・オーガは同年7月の第二次全面会戦においてロブ基地を襲撃するアイアンコングPKと交戦。ブレードライガーを含む格納庫の機体が密集し身動きがとれない中、単身戦い盾となって散ったコマンドウルフとアーバインの思いに応えるように起動し、アイアンコングPKを圧倒的な戦闘力で撃破して見せた。また、同年9月にはデストロイドゴジュラスがウルトラザウルス・ザ・デストロイヤーに随行している。
戦いが中央大陸に移ったZAC2105年秋、中央山脈にあるゴジュラスギガを建造中の共和国基地防衛戦に於いて、単機でネオゼネバス帝国が放った7機のダークスパイナーと、100機以上のサックティンガーを率いたジーニアス・デルダロス少佐のステルススティンガーを迎え撃ち、ゾイドコアを貫かれて再起不能となるもののゴジュラスギガを守り抜いた。

### ゴジュラスAS
| ゴジュラスAS | ゴジュラスAS                           |
| ------------ | -------------------------------------- |
| 所属         | ヘリック共和国                         |
| 分類         | 恐竜型                                 |
| 全長         | 34.6m                                  |
| 重量         | 287.0t                                 |
| 最高速度     | 125km/h                                |
| 乗員人数     | 1名                                    |
| 搭乗者       | アーバイン（アニメ『ゾイド -ZOIDS-』） |

アニメ『ゾイド -ZOIDS-』第34話に登場。Mk-IIと同等の装備が施された黒いゴジュラス。プロイツェン討伐のためホマレフが呼び寄せた共和国軍機の中に随行していた。ロブ・ハーマンの勧めによりアーバインが搭乗し、デスザウラーの足止めを行うもビーム砲によって頭部を切断される。
この機体呼称は『ZOIDS SAGA』登場時のものであり、ゴジュラス・ジ・オーガ（アーバイン仕様）とも呼称される。『ゾイドVS.II』登場時の名称は「ゴジュラスIRVINE」。『ゾイドタクティクス』においては「ゴジュラスIS」という呼称で登場。放送当時のアニメ・ゾイド公式サイトでは「ゴジュラス ジ・オーガ」と記述されている。

### ゴジュラスRoS
| ゴジュラスRoS | ゴジュラスRoS  |
| ------------- | -------------- |
| 所属          | ヘリック共和国 |
| 分類          | 恐竜型         |
| 乗員人数      | 1名            |
| 搭乗者        | ロブ・ハーマン |

アニメ『ゾイド -ZOIDS-』第63話で登場。RZ-001と同一カラーのゴジュラスにMk-II限定型（ジ・オーガ）と同等の装備を施した機体。
機体呼称は「ゾイドバトルカードゲーム」に登場した際のもので、「ゴジュラス（ジ・オーガ仕様）」、「ゴジュラスMk-II」と記述する資料も見られる。劇中では「ゴジュラス・ジ・オーガ」と呼称される。
作中の活躍
『ゾイド -ZOIDS-』の第63話では、対デススティンガーのための新戦術「デルタフォーメーション・ブロッケイド」のテストとして敵役を務めた。パイロットとしてハーマンが搭乗し、実弾も使用している。

### ゴジュラスマリナー
| ゴジュラスマリナー GOJULAS MARINNER | ゴジュラスマリナー GOJULAS MARINNER |
| ----------------------------------- | --- |
| 所属                                | ヘリック共和国 |
| 分類                                | 恐竜型 |
| 全長                                | 34.6m |
| 全高                                | 21.0m |
| 重量                                | 265.0t |
| 最高速度                            | 70km/h |
| 武装                                | ハイパーバイトファング クラッシャークロー×2 ロングレンジバスターキャノン×2 70mm2連装ヘビ-マシンガン×2 パノーバー20mm地対空ビーム砲×2 マクサー30mm多用途マシンガン×2 AZ4連装ショックカノン TAZ20mmリニアレーザーガン ARZ20mm2連装ビームガン AMD2連装ビーム砲 |
| 搭乗者                              | ギルバート少佐(ZOIDS妄想戦記) ハヤミ大尉(ZOIDS妄想戦記) |

『ゾイド妄想戦記』で初出、後に『ゾイドバトルストーリー』に登場。
海上での戦力において帝国軍に劣る共和国軍が開発した海陸両用ゴジュラス。洋上艦の護衛任務から上陸作戦で活躍。陸上では機動性の低いゴジュラスであるが、水中では高い俊敏性を発揮するという。
ゴジュラスマリナー17号機
ギルバート少佐の乗機で、ゴジュラスキャノンを装備。青色のゴジュラスマリナー。

ゴジュラスマリナー18号機
ハヤミ大尉機で、近距離格闘戦を得意とする。緑色のゴジュラスマリナー
作中の活躍
漫画
初出はWebコミック「ZOIDS妄想戦記」。こちらでは17号機と18号機の二種類が登場する。劇中ではZAC2101年7月に新型ゾイド輸送の護衛としてデススティンガーを相手に活躍した。
バトルストーリー
ZAC2101年8月に暗黒大陸ビフロスト高原の戦いに参戦。同年10月、戦域が大陸全土に広がった時期にも姿が見られる。

### ゴジュラス 密林戦タイプ
| ゴジュラス 密林戦タイプ GOJULAS FOREST TYPE | ゴジュラス 密林戦タイプ GOJULAS FOREST TYPE                                                          |
| ------------------------------------------- | --- |
| 所属                                        | ヘリック共和国                                                                                       |
| 分類                                        | 恐竜型                                                                                               |
| 全長                                        | 26.0m                                                                                                |
| 全高                                        | 21.0m                                                                                                |
| 重量                                        | 230.0t                                                                                               |
| 最高速度                                    | 75km/h                                                                                               |
| 乗員人数                                    | 1名                                                                                                  |
| 装備                                        | パノーバー20mm対空ビーム×2 マクサー30mmビーム砲×4 76mm連射砲×4 エネルギータンク×2 オプチカルセンサー |

ホビージャパン誌掲載企画『ZOIDS BATTLE ANGLE III HISTORY OF ZOIDS』と、そのコラボレーションキットで登場。
中央山脈森林地帯におけるアイアンコングとの戦闘を想定したタイプ。アイアンコング最大の武器であるミサイルを躱すためにセンサー類を無効化する特殊コーティングを全身に施しており、これによって敵のミサイル攻撃を避けてから接近戦に持ち込む。しかし、ゴジュラス密林戦タイプがロールアウトした直後にゾイドゴジュラスMk-IIの正式採用が決定したため、極少数しか生産されることはなかった。
『ZOIDS BATTLE ANGLE III HISTORY OF ZOIDS』においては、中央山脈付近の共和国拠点に配備されたゴジュラスが射程外から帝国の新型ゾイドに攻撃を受け損傷したことから、後のウィルソン湖の戦いに備えて対センサー用のコーティングを施した改修機として登場した。

### ゴジュラス ホロテック
| ゴジュラス ホロテック GOJULAS HT | ゴジュラス ホロテック GOJULAS HT |
| -------------------------------- | -------------------------------- |
| 分類                             | 恐竜型                           |
| 全長                             | 26.0m                            |
| 全高                             | 21.0m                            |
| 重量                             | 230.0t                           |
| 最高速度                         | 21km/h                           |

『ゾイドジェネレイションズ』に登場。全身透明のゴジュラス。

### ネオ・ゴジュラス
| ネオ・ゴジュラス | ネオ・ゴジュラス         |
| ---------------- | ------------------------ |
| 所属             | ヘリック共和国           |
| 分類             | 恐竜型                   |
| 武装             | ライトニング・ブラスター |
| 乗員人数         | 1名                      |
| 搭乗者           | ジャコリー               |

『ホビージャパンMark1』1985年10月号に掲載。
第二次X-day計画に合わせて試作されたゴジュラスの実験機。コクピットが小型化され、頭部を覆う装甲とモノアイが追加されている。頭部の横に設置されたライトニング・ブラスターは敵ゾイドの機能をマヒさせ、レッドホーンを一撃で爆発させる威力を誇る。
量産化の一歩手前まで進められていた機体だったが、初めて姿を見せたアイアンコングとの戦闘で惨敗したため完成が延期。そのまま量産化に至ることはなかった。

### ゴジュラスHG-1
| ゴジュラスHG-1 | ゴジュラスHG-1 |
| -------------- | -------------- |
| 番号           | RZ-001HG-1     |
| 所属           | ヘリック共和国 |
| 全長           | 26.0m          |
| 全高           | 21.0m          |
| 重量           | 235.0t         |
| 最高速度       | 不明           |

『ゾイドバトルカードゲーム』に登場。右腕にシールドライガーDCS用のビームキャノンを装備。『ZOIDS2 ヘリック共和国VSガイロス帝国』のパッケージにも掲載されているが、ゲームには未登場。

### ゴジュラスGS
| ゴジュラスGS | ゴジュラスGS                                     |
| ------------ | ------------------------------------------------ |
| 所属         | 皇帝軍                                           |
| 分類         | 恐竜型                                           |
| 全長         | 36.4m                                            |
| 重量         | 267.0t                                           |
| 最高速度     | 200km/h                                          |
| 武装         | ハイパーファング レーザークロー アサルトキャノン |
| 乗員人数     | 1名                                              |
| 搭乗者       | ゲイル(ZOIDS SAGA)                               |

ゴジュラス（ゲイル）仕様とも記載される。ゲーム『ZOIDS SAGA』に登場した四天王ゲイルの白い専用ゴジュラス。ブースターやアサルトキャノンで機動性と武装が強化されている。

### ゴジュラスザ・バズソー
| ゴジュラスザ・バズソー | ゴジュラスザ・バズソー |
| ---------------------- | ---------------------- |
| 番号                   | RZ-001TB               |
| 所属                   | ヘリック共和国         |
| 分類                   | 恐竜型                 |
| 全長                   | 26.0m                  |
| 全高                   | 22.0m                  |
| 重量                   | 247.0t                 |
| 最高速度               | 不明                   |
| 乗員人数               | 1名                    |

『ゾイドバトルカードゲーム』で初出、『ゾイド公式ファンブック3』に掲載された改造機。帝国軍との戦いで大破したゴジュラスにレーザーチェーンソーを装備した機体。本来は戦闘工兵用ゾイドとして運用されるはずであったが、ゴジュラス本来の闘争本能がそれを拒絶し、それを理解したパイロットと共に再び戦場に向かった。カラーはダークイエロー。

### シルバーゴジュラス
| シルバーゴジュラス | シルバーゴジュラス     |
| ------------------ | ---------------------- |
| 所属               | ヘリック共和国         |
| 全長               | 26.0m                  |
| 全高               | 21.0m                  |
| 重量               | 230.0t                 |
| 最高速度           | 75km/h                 |
| 乗員人数           | 1名                    |
| 主な搭乗員         | ヘリック・ムーロアII世 |

電撃ホビーマガジン1999年1月号に掲載されたゴジュラス。ヘリック・ムーロアII世が搭乗する専用機。グローバリー3世号が惑星Ziから脱出する際に暗黒軍と交戦し、命と引き換えに守り抜いた。その後、この機体のゾイドコアはグローバリー3世号によって運び出されたとされている。
作例は海外版ZOIDS2のZoidzillaを用いており、頭部左側面に武器が追加されている。

### ゴジュラスMk-II HS
『ゾイドカードコロシアム』に登場したバリエーション。ロブ・ハーマンの専用機であり、ゴジュラスMk-II限定型と同様の装備を施しつつもフレームが青がかったカラーに変更されている。
『ゾイドVS.i / EZ』にも「ゴジュラスMk-IIハーマンスペシャル」の呼称で登場。

### マグネゴジュラス
| マグネゴジュラス | マグネゴジュラス |
| ---------------- | ---------------- |
| 所属             | ヘリック共和国   |
| 分類             | 恐竜型           |
| 乗員人数         | 1名              |

『新ゾイドバトルストーリー』に登場した対ギルベイダー用改造機。両腕が強力な電磁石になっており、そこから放つ磁力によって上空を飛翔するゾイドを磁力で攪乱させ、墜落させようというコンセプト。
初出は小学館『小学三年生』1990年4月号。掲載ストーリーではオルディオスと連携してギルベイダーを狙ったものの、飛行型デッド・ボーダーであるフライングボーダーの攻撃で作戦は失敗に終わった。

### ゴジュラスボルガ
| ゴジュラスボルガ | ゴジュラスボルガ |
| ---------------- | ---------------- |
| 所属             | ヘリック共和国   |
| 分類             | 恐竜型           |
| 乗員人数         | 1名              |
| 武装             | チェーン砲       |

『新ゾイドバトルストーリー』に掲載。マグネゴジュラスと同じく、ゴジュラスの対ギルベイダー用の改造例。背部に搭載した電磁石チェーン付ランチャー（チェーン砲）でギルベイダーを捕捉することを目的としている。エンジンが強化されており、パワー出力は通常型ゴジュラスの3倍を誇る。
初出は『小学一年生』1989年11月号。二機がかりでギルベイダーを止めにかかったが、振り解かれ大破している。

### デストロイドゴジュラス
| デストロイド・ゴジュラス | デストロイド・ゴジュラス |
| ------------------------ | ------------------------ |
| 配備数                   | 2機(ZAC2100年秋時点)     |
| 所属                     | ヘリック共和国           |
| 分類                     | 恐竜型                   |
| 乗員人数                 | 1名                      |

『ゾイド公式ファンブック2』に登場したウルトラザウルス・ザ・デストロイヤーの支援用機体。2体が存在し、脚部に搭載された強化型ショックアブソーバーによってウルトラキャノンの反動を抑え、護衛の任務を務めている。背中のバックパック（一号機にはレーザー砲、二号機には6連装ロケットランチャーを装備）には1200mmウルトラキャノンの砲弾を5発収納しており、護衛以外に装填手の役割も担っている。カラーリングはオリーブグリーン。

### ヒポパタマスソニック
| ヒポパタマスソニック | ヒポパタマスソニック |
| -------------------- | -------------------- |
| 所属                 | ヘリック共和国       |
| 分類                 | カバ型               |
| 乗員人数             | 1名                  |

『ゾイド公式ファンブック3』に掲載。ゴジュラスを水陸両用に改良した機体。暗黒大陸上陸作戦に向け、水際での攻防に備えて改造されており、火器によって支援砲撃も可能としている。
月刊コロコロコミック誌付録冊子で初出。読者アイデア公募の採用作品。改造はゴジュラス、パンツァーユニット、コマンドウルフACのミキシングで行われている。

### ディープ・フォレスト・ゴジュラス
ゲームソフト『ゾイド邪神復活!〜ジェノブレイカー編〜』に登場した改造機。背中の辺りに扇形に配置された大型の“ギガントミサイル”に加え、小型の“マイクロミサイル”といった大量のミサイル兵器を搭載していることが特徴。ゲームクリア後にパスワード入力によって入手できる。
コロコロ読者応募によって生み出された機体である。

### メガゴジュラス
| メガゴジュラス MEGA GOJULAS | メガゴジュラス MEGA GOJULAS |
| --------------------------- | --------------------------- |
| 所属                        | ヘリック共和国              |
| 分類                        | ティラノサウルス型          |

『電撃ホビーマガジン』2002年5月号に掲載されたゴジュラス亜種の改造作例。前傾〜直立体勢を切り替え可能で、後のゴジュラスギガ開発の礎となっている。
機体名はゴジュラスの名を冠するが、改造作例はダークスパイナーがベースとなっている。

### ゴジュラス3
| ゴジュラス3 | ゴジュラス3    |
| ----------- | -------------- |
| 所属        | ヘリック共和国 |
| 分類        | 恐竜型         |

GBソフト『ZOIDS 〜白銀の獣機神ライガーゼロ〜』に登場するゴジュラス亜種。固有の武装としてプラズマキャノンを装備しており、バトル時のアニメーションでは胸部から発射している。
デザインは電撃ホビーマガジン2001年11月号および2002年12月号にも掲載されたゴジュラスギガ開発没案のひとつ「アルティメットゴジュラスT-2」を踏襲している。

### ケンドールタイプ
| ゴジュラス ケンドールタイプ | ゴジュラス ケンドールタイプ |
| --------------------------- | --------------------------- |
| 所属                        | ヘリック共和国              |
| 分類                        | 恐竜型                      |
| 乗員人数                    | 1名                         |
| 搭乗者                      | ケンドール                  |

『HISTORY OF ZOIDS』に掲載。ケンドール中尉の愛機でボディカラーがダークシーグレーに塗装されている。
同書籍の掲載ストーリーでは、ZAC2035年にホワイトロック（ブラッドロック）の戦いにおいてレッドホーン5機を撃破したが、コクピットにレーザーを浴びてパイロットのケンドールは戦死している。

### 神風ジョー仕様
| ゴジュラス 神風ジョー仕様 | ゴジュラス 神風ジョー仕様 |
| ------------------------- | ------------------------- |
| 所属                      | ヘリック共和国            |
| 分類                      | 恐竜型                    |
| 乗員人数                  | 1名                       |
| 搭乗者                    | 神風ジョー                |

『HISTORY OF ZOIDS』に掲載。神風ジョーの専用機で、頬部に火器が増設されている。脚部の強化や、パイロットとの意思伝達を目的とし両腕の指令回路を超高速コンピュータに交換するなどの改修で格闘戦用にチューンされている。
ZAC2033年に発令されたX-dayによる改造第1号機も神風ジョーの乗機となった。

### 水陸両用タイプ
| ゴジュラス 水陸両用タイプ | ゴジュラス 水陸両用タイプ |
| ------------------------- | ------------------------- |
| 所属                      | ヘリック共和国            |
| 分類                      | 恐竜型                    |
| 乗員人数                  | 1名                       |

『HISTORY OF ZOIDS』に掲載。ゴジュラスは元々の通常装備でも渡河可能であるものの、より深い海や川に潜水することを考慮したタイプ。首部にはシュノーケルが備えられ、尾部先端はヒレ状となっている。ボディには防錆と対砂漠戦用の迷彩を兼ねた塗装が施された。

### ゴジュラス アーリーモデル
| ゴジュラス アーリーモデル | ゴジュラス アーリーモデル |
| ------------------------- | ------------------------- |
| 所属                      | ヘリック共和国            |
| 分類                      | 恐竜型                    |
| 乗員人数                  | 1名                       |

ゾイドコアボックス付属「Ziヒストリーファイル」に掲載、地球人による改修前のゴジュラス。ZAC2030年以降の機体に比べ全体にディティールが簡素で付属品が少なく、火器は装備されていない。

### ホワイドン
『小学三年生』1984年11月号に掲載された改造バリエーション。地底に生息し、その名の通り全身白色の特徴を持つ。外観はほぼメカ生体のゴジュラスと同じだが、尻尾はより短い。

### 捕獲用ゴジュラス
| 捕獲用ゴジュラス | 捕獲用ゴジュラス                          |
| ---------------- | ----------------------------------------- |
| 所属             | ヘリック共和国                            |
| 分類             | 恐竜型                                    |
| 武装・装備       | ハイパーバイトファング 大型ゾイド捕獲装置 |
| 乗員人数         | 1名                                       |

プレイステーションソフト『ZOIDS 帝国VS共和国 メカ生体の遺伝子』に登場した機体。
腕に装備した捕獲用ミサイルで、対象ゾイドを捕獲する機能を持つが、その際に相手のHPが半減か、3分の2くらい減っていないと捕獲することは出来ず、武器もハイパーバイトファングだけで、さらにHPでもオリジナルのゴジュラスには及ばない。続編である『ZOIDS2 ヘリック共和国VSガイロス帝国』にも登場している。

### ゴジュラスEM
ゲームソフト『ゾイドタクティクス』に登場。機体カラーと識別コード、戦闘データを帝国仕様に変更した鹵獲ゴジュラス。性能・装備ともに共和国仕様とは大差がない。

### ゴジュラスナインバリエーション
ゾイドバトルストーリー1巻に登場。アイアンコングに対抗するために試作された9つの改造ゴジュラスである。そのうち、長距離砲搭載型が採用されてゴジュラスMk-IIとなった。
いずれも小学館の学年誌を初出とするが、雑誌掲載時点で対ゴジュラス用として設定されていたのは『小学三年生』1985年11月号における強化装甲タイプ、格闘戦タイプ、長距離砲タイプの三種類となる。

#### バトロイド
| バトロイド | バトロイド     |
| ---------- | -------------- |
| 所属       | ヘリック共和国 |
| 全高       | 21m            |
| 重量       | 240t           |

戦士タイプ。腕を改造し、ロケットランチャーを持てるようにした改造機。さらに背中にロケットエンジンを装備し、飛行も可能にしたで肩にミサイルポッドを装備。格闘戦では槍や円形のシールドを装備する。
初出は『小学三年生』1984年12月号。同号掲載時点においても同様の呼称が確認できるが、「フライングゴジュラス」と記述される場面も存在した。また、別の号では「グリフォン」とも記述されている。

#### ゴジュラスモンスーン
| ゴジュラスモンスーン | ゴジュラスモンスーン |
| -------------------- | -------------------- |
| 所属                 | ヘリック共和国       |
| 全長                 | 30.0m                |
| 重量                 | 180.0t               |
| 最高速度             | 200km/h              |

高速移動タイプ。直立姿勢から前傾姿勢に変更してスピードアップをはかりコングの攻撃を避けようとする狙いで作られた改造機。最高時速はコングを50km上回る200km/h。
機体各部にジェットエンジンや尾翼が増設されており、推力が増強されている。
初出は『小学三年生』1986年8月号。同誌掲載時ではロングバスター・ゴルドスやフォート・グスタフとともに登場した共和国軍の改造機で、イグアンを撃破している。

#### ウォーリアー
| ウォーリアー | ウォーリアー   |
| ------------ | -------------- |
| 所属         | ヘリック共和国 |
| 全高         | 21m            |
| 重量         | 250t           |

格闘戦タイプ。右腕に巨大な回転ノコギリを装着し、コングのパンチ攻撃に対して、格闘能力をさらに高めた改造機。尾部先端には格闘戦用の槍も増設されている。
初出は『小学三年生』1985年11月号。同誌1985年12月号掲載のストーリーではアイアンコングと交戦している。

#### バリアント
| バリアント | バリアント     |
| ---------- | -------------- |
| 所属       | ヘリック共和国 |

長距離ミサイルタイプ。背中にコングと同じに長射程を持つ大型ミサイル2本を装備した改造機。都市攻撃も可能である。
初出は『小学一年生』誌1986年11月号。同誌掲載時の呼称は「ミサイルゴジュラス」であり、共和国部隊を狙撃しゴジュラスをも付け狙うザ・スナイパーに対抗し出撃。ザ・スナイパーごと帝国基地をミサイル攻撃した。

#### ドリルダート
| ドリルダート | ドリルダート   |
| ------------ | -------------- |
| 所属         | ヘリック共和国 |

ハンドミサイルタイプ。両腕にドリルミサイルを装備。接近戦でコングの厚い装甲を貫き、動きを止める目的で開発された改造機。
初出は『小学三年生』1985年4月号。この際は「改造ゴジュラス」とのみ記述され、ハンドミサイルによって敵要塞を攻略するための改造機という扱いだった。

#### アルバトロス
| アルバトロス | アルバトロス   |
| ------------ | -------------- |
| 所属         | ヘリック共和国 |
| 全幅         | 33m            |
| 重量         | 290t           |

飛行タイプ。サラマンダーと同サイズの翼を装備した改造機。急降下からの踏み潰し攻撃を想定しており、翼を外せば直ちに地上で戦える。
機体はゴジュラス部にレイブンと呼ばれる飛行ゾイドとモルガが合体して構成されている。初出は『小学三年生』1985年2月号。
『ゾイドバトルストーリー』のスタッフであるスフィウスLABの堀井敏之は自身のTwitterにおいて、漫画作品『ゲッターロボ』に登場した恐竜帝国へのオマージュであると語っている。

#### バンカー
| バンカー | バンカー       |
| -------- | -------------- |
| 所属     | ヘリック共和国 |

強化装甲タイプ。コングのミサイル攻撃に耐える目的でゴジュラスに強化装甲を装備した改造機。
初出は『小学三年生』1985年11月号。

#### ベン・ハー
| ベン・ハー | ベン・ハー     |
| ---------- | -------------- |
| 所属       | ヘリック共和国 |
| 全高       | 33.0m          |
| 重量       | 420.0t         |

戦車タイプ。脚部を戦車に改造し、スピード、攻撃力、脚部の防御力アップをねらった改造機。
左右に7連装ミサイル砲、車体前面にはガトリングビーム砲、中型砲を装備。さらに車体前面には接近戦と作業用を兼ねたクローを増設している。
初出は『小学三年生』1985年1月号。同誌掲載時点では「ゴジュラスタンク」と呼称され、共和国の地球人の少年ジョーが搭乗し、帝国軍ザムザ三兄弟が駆るゴーラス、トルネドス、バーナスと対峙した。一方で、同年2月号では「ベン・ハー」の呼称が用いられている。

#### 長距離砲タイプ
後の「ゴジュラスMk-II」に本採用されたタイプ。開発はオギータ研究所が担当した。背部にキャノン砲を装備する基本仕様は同様であるが、尾部付け根に補助用のロケットブースターが増設されている。また、各部形状にも差異がある。
初出は『小学三年生』1985年11月号。

## 『ZOIDS concept art』にけるゴジュラス
こちらの設定では、暴君竜型の火力と機動力を備えた共和国側の単機攻撃用ゾイドとして扱われる。

### ゴジュラスCA
| ゴジュラスCA | ゴジュラスCA                                     |
| ------------ | ------------------------------------------------ |
| 所属         | 共和国（CAシリーズ） 共和国、F.E.S.（ゾイドFOR） |
| 分類         | 暴君竜型                                         |
| 乗員人数     | 1名                                              |
| 搭乗者       | J.K.大尉（CAシリーズ）                           |
| 武装         | アサルトビーム砲                                 |

スマートフォン用ゲーム『ZOIDS FIELD OF REBELLION』（以下、ゾイドFOR）に登場したゲームオリジナルゴジュラス。原典は「ZOIDS concept art」シリーズ（以下、CAシリーズ）に登場するゴジュラスである。
高速機動タイプの恐竜型ゾイド。機体名の「CA」は「Coincidental Advent」の略称で、一般的なゴジュラスに類似する特徴がありながらも別系統のゾイドであることから「亜種」という意味で名付けられた。ただし、「Coincidental Architecture」の略称であるという異説もあり、正確な命名の由来はハッキリしない。単機肉弾戦を得意とする一方で、装甲内に「アサルトビーム砲」を内蔵するなど火力もある。
CAシリーズに登場するゴジュラスは、第2巻の解説で「単機攻撃型ゾイド」とされるタイプと、第3巻の解説で「高速機動仕様」とされるタイプのバリエーション2種だが、機体名称はどちらも「ゴジュラス（GOJULAS）」である。FORに実装されたゴジュラスCAは、デザインと設定およびゲーム情報動画番組「ZOIDS FOR YOU」第24回でのタカラトミー広報担当者の解説により、後者の「高機動仕様」であることが示唆されている。
単機攻撃型
背中に長距離キャノン砲を2門、両腕にシールド付ハンドキャノン（2連装砲）を装備し、火力と機動力を兼ね備えているのが特徴。かつてトミーが販売していた「ゴジュラス・マークII量産型」のデザインに近いが、全体的に前傾姿勢になっていることや、キャノピーや砲口付近の意匠に赤色が配色されているのが相違点。名称不明だが、腹部には76mm連射砲によく似た装備も確認できる。
高機動仕様（ゴジュラスCA）
前述の単機攻撃型タイプから重火器（長距離キャノン砲、シールド付ハンドキャノン）を取り除き、ビーム砲内蔵の装甲を取り付けた改造機。ビーム砲は、ゾイドFORでは専用武器「アサルトビーム砲」という名称となり、背中のビーム砲2門から正面方向にビーム2本・左右の斜め前方にビーム1本ずつで合計4本のビームを3方向に一斉攻撃できる。名称不明だが、腹部と尾部にはそれぞれ76mm連射砲とパノーバー20ミリ対空ビーム砲によく似た装備も確認できる。従来のキット版ゴジュラスとはデザインが大きく異なり、より恐竜的なラインとなっている。
作中の活躍
『ゾイドFOR』では、味方の小型ゾイドとの連携を得意とする「コマンダー」ロールのプレイヤーゾイドとして実装。
「CAシリーズ」では、電撃作戦で攻めてきた帝国軍に、共和国軍第18機甲師団の大尉J.K.が乗る機体が反攻。単独で敵を蹴散らして帝国軍前線基地まで侵攻するものの、駆けつけた敵精鋭部隊に敢えなく敗北する。その後、回収されて再生処理を施されたゴジュラスは高機動仕様となり、再びJ.K.が搭乗して出撃。ウィルソン川の橋付近でデスザウラーと遭遇する。激しい戦いで闘争本能を掻き立てられたJ.K.が理性を失うが、それに呼応するかのように制御不能になったデスザウラーが戦闘から離脱。ゴジュラスは、デスザウラーの抜けた帝国軍に対する反撃の中心となった。続くデスザウラー追撃作戦では、マッドサンダーと共に極北の孤島に赴く。アイアンコングを撃破した後、そのままマッドサンダーを行動不能に追い込んだデスザウラーと再対決となる。激闘の末、再び暴走したデスザウラーからあふれ出た荷電粒子エネルギーによる氷山の崩壊に巻き込まれて、両機の戦いは幕を閉じた。

### ZNAゴジュラス
『暗黒軍の襲来』にて登場した、ZNAシステム対応型のゴジュラス。